# 国家中医药管理局
国家中医药管理局，是中华人民共和国国务院负责管理中医药行业的国务院部委管理的国家局，现由国家卫生健康委员会管理。

## 沿革
中华人民共和国在创建初期即设立了管理中医药的中央卫生部医政处中医科。1986年，国务院第94次常务会议决定创立中医药管理局。1988年8月13日《国务院关于国务院机构设置的通知》中明确：国家中医药管理局是直属局级的部委归口管理的国家局，由卫生部归口管理。
中医药管理局于1998年根据《国务院关于部委管理的国家局设置的通知》（国发〔1998〕6号）调整。
2018年3月17日第十三届全国人民代表大会第一次会议通过《第十三届全国人民代表大会第一次会议关于国务院机构改革方案的决定》，批准《国务院机构改革方案》。方案规定：“组建国家卫生健康委员会。将国家卫生和计划生育委员会、国务院深化医药卫生体制改革领导小组办公室、全国老龄工作委员会办公室的职责，工业和信息化部的牵头《烟草控制框架公约》履约工作职责，国家安全生产监督管理总局的职业安全健康监督管理职责整合，组建国家卫生健康委员会，作为国务院组成部门。保留全国老龄工作委员会，日常工作由国家卫生健康委员会承担。民政部代管的中国老龄协会改由国家卫生健康委员会代管。国家中医药管理局由国家卫生健康委员会管理。不再保留国家卫生和计划生育委员会。不再设立国务院深化医药卫生体制改革领导小组办公室。”
2020年2月19日，国家中医药管理局发布清肺排毒汤处方，作为对付2019冠状病毒病的传统医学治疗措施之一。
2020年8月31日，根据国家发展改革委《关于全面推开行业协会商会与行政机关脱钩改革的实施意见》（发改体改〔2019〕1063号），原由中医药管理局主管的中国民间中医医药研究开发协会、中国中医药研究促进会等2家行业协会（商会）与中医药管理局分离，依法直接登记、独立运行，剥离行政职能，不再设置业务主管单位。取消对行业协会的直接财政拨款，通过政府购买服务等方式支持其发展。全面实行劳动合同制度，依法依章程自主招聘工作人员。
2020年12月，国家中医药管理局召开机构改革单位干部大会。宣布了中央编办关于设立中国中医药科技发展中心（国家中医药管理局人才交流中心）、国家中医药博物馆和国家中医药管理局监测统计中心的批复，以及三家新设立单位班子成员任职决定和筹备组组成。
2022年，国家中医药管理局新组建中西医结合与少数民族医药司，局办公室更名为综合司。

## 职责
根据《国家中医药管理局职能配置、内设机构和人员编制规定》，国家中医药管理局承担下列职能：
1. 拟订中医药和民族医药事业发展的战略、规划、政策和相关标准，起草有关法律法规和部门规章草案，参与国家重大中医药项目的规划和组织实施。
2. 承担中医医疗、预防、保健、康复及临床用药等的监督管理责任。规划、指导和协调中医医疗、科研机构的结构布局及其运行机制的改革。拟订各类中医医疗、保健等机构管理规范和技术标准并监督执行。
3. 负责监督和协调医疗、研究机构的中西医结合工作，拟订有关管理规范和技术标准。
4. 负责指导民族医药的理论、医术、药物的发掘、整理、总结和提高工作，拟订民族医医疗机构管理规范和技术标准并监督执行。
5. 组织开展中药资源普查，促进中药资源的保护、开发和合理利用，参与制定中药产业发展规划、产业政策和中医药的扶持政策，参与国家基本药物制度建设。
6. 组织拟订中医药人才发展规划，会同有关部门拟订中医药专业技术人员资格标准并组织实施。会同有关部门组织开展中医药师承教育、毕业后教育、继续教育和相关人才培训工作，参与指导中医药教育教学改革，参与拟订各级各类中医药教育发展规划。
7. 拟订和组织实施中医药科学研究、技术开发规划，指导中医药科研条件和能力建设，管理国家重点中医药科研项目，促进中医药科技成果的转化、应用和推广。
8. 承担保护濒临消亡的中医诊疗技术和中药生产加工技术的责任，组织开展对中医古籍的整理研究和中医药文化的继承发展，提出保护中医非物质文化遗产的建议，推动中医药防病治病知识普及。
9. 组织开展中医药国际推广、应用和传播工作，开展中医药国际交流合作和与港澳台的中医药合作。
10. 承办国务院及国家卫生健康委员会交办的其他事项。

## 机构设置
根据《国家中医药管理局职能配置、内设机构和人员编制规定》，国家中医药管理局内设机构为副司局级。国家中医药管理局设置下列机构：

### 内设机构
- 综合司
- 人事教育司
- 规划财务司
- 政策法规与监督司
- 医政司
- 中西医结合与少数民族医药司
- 科技司（中药创新与发展司）
- 国际合作司（港澳台办公室）
- 机关党委

### 直属事业单位
- 中国中医科学院（正司局级）
- 中国医药科技开发交流中心
- 国家中医药管理局中医师资格认证中心
- 中国中医药科技发展中心（国家中医药管理局人才交流中心）
- 国家中医药博物馆
- 国家中医药管理局监测统计中心

### 直属企业单位
- 中国中医药出版社有限公司
- 中国中医药报社有限公司
- 中医古籍出版社有限公司

### 主管社会团体
- 中华中医药学会

## 国家中医药局属（管）医院
截至2016年10月，国家中医药管理局共有6家直属（管理）医院。其中，国家中医药管理局直属事业单位（直属医院）0家，国家中医药管理局管理的事业单位6家。
局属（管）医院预算由国家中医药管理局编列、机构编制事项报中央编办国家事业单位登记管理局备案。
- 中国中医科学院西苑医院
- 中国中医科学院广安门医院
- 中国中医科学院望京医院
- 中国中医科学院眼科医院
- 北京中医药大学东方医院
- 北京中医药大学东直门医院

## 历任领导
| 局长 …… - 于文明（2018年6月—2023年7月） - 余艳红（2023年7月—，国家卫生健康委员会党组成员兼） 党组书记 …… - 余艳红（2018年6月—，国家卫生健康委员会党组成员兼，2018年6月至2023年7月兼副局长，2023年7月起兼局长） | 副局长 …… - 余艳红（2018年6月—2023年7月，党组书记兼） - 王志勇（2013年9月—） - 黄璐琦（2021年8月—，兼直属机关党委书记，中国中医科学院院长、党委副书记） - 王思成（2024年6月—） - 陆建伟（2025年1月—） |